# Château de Crans

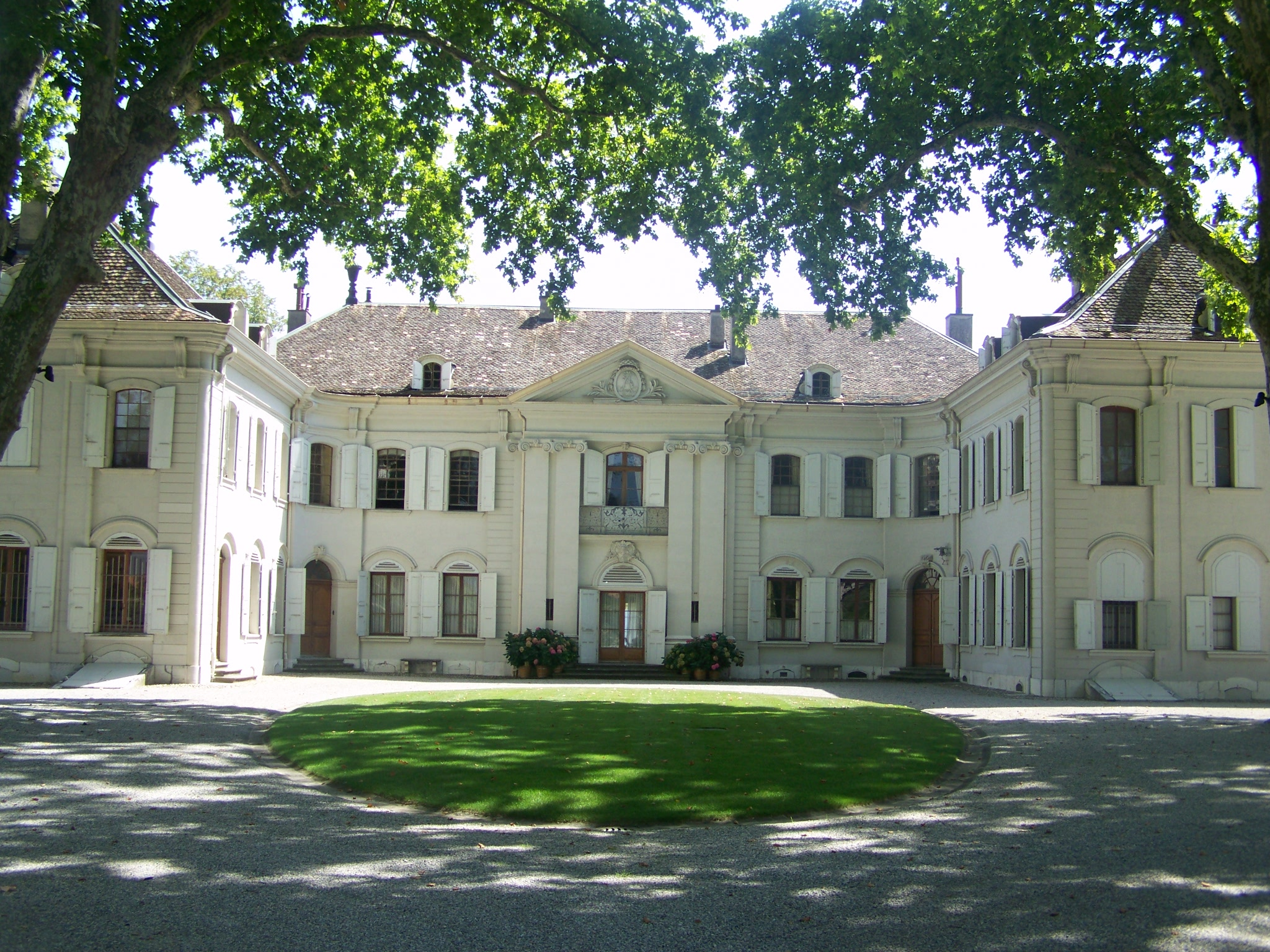
Château de Crans

Das Château de Crans ist ein herrschaftliches Landhaus in Crans im Schweizer Kanton Waadt.

## Geschichte
Das schlossähnliche Gebäude wurde zwischen 1764 und 1768 von den Genfer Architekten Jean-Louis Bovet und Jean-Jacques Vaucher-Fatton, wohl nach Entwürfen des französischen Architekten Claude Jean-Baptiste Jallier de Savault (1739–1806) gebaut. Der Auftraggeber war der Bankier Antoine Saladin (1725–1811), der in Paris für die königliche Spiegelmanufaktur arbeitete.
Das Haus liegt auf einer Anhöhe über einem Rebberg und dem Genfersee. Es besteht aus einem Mitteltrakt mit beidseitigen Mittelrisaliten und zwei Flügelbauten beidseits des Innenhofs. In der Umgebung liegen grosszügige Gärten und mehrere Dienstgebäude.
Die Anlage ist als Kulturgut von nationaler Bedeutung eingestuft. Sie befindet sich in Privatbesitz und dient als Haupthaus eines Winzereibetriebs. Für den Unterhalt des Bauwerks sorgt die Familie de Marignac, Besitzerin der Gutsbetriebs.